# Kevin Etten
Kevin Etten é um escritor de guiões e produtor televisivo estadunidense.